# St. Wendelin (Dainbach)

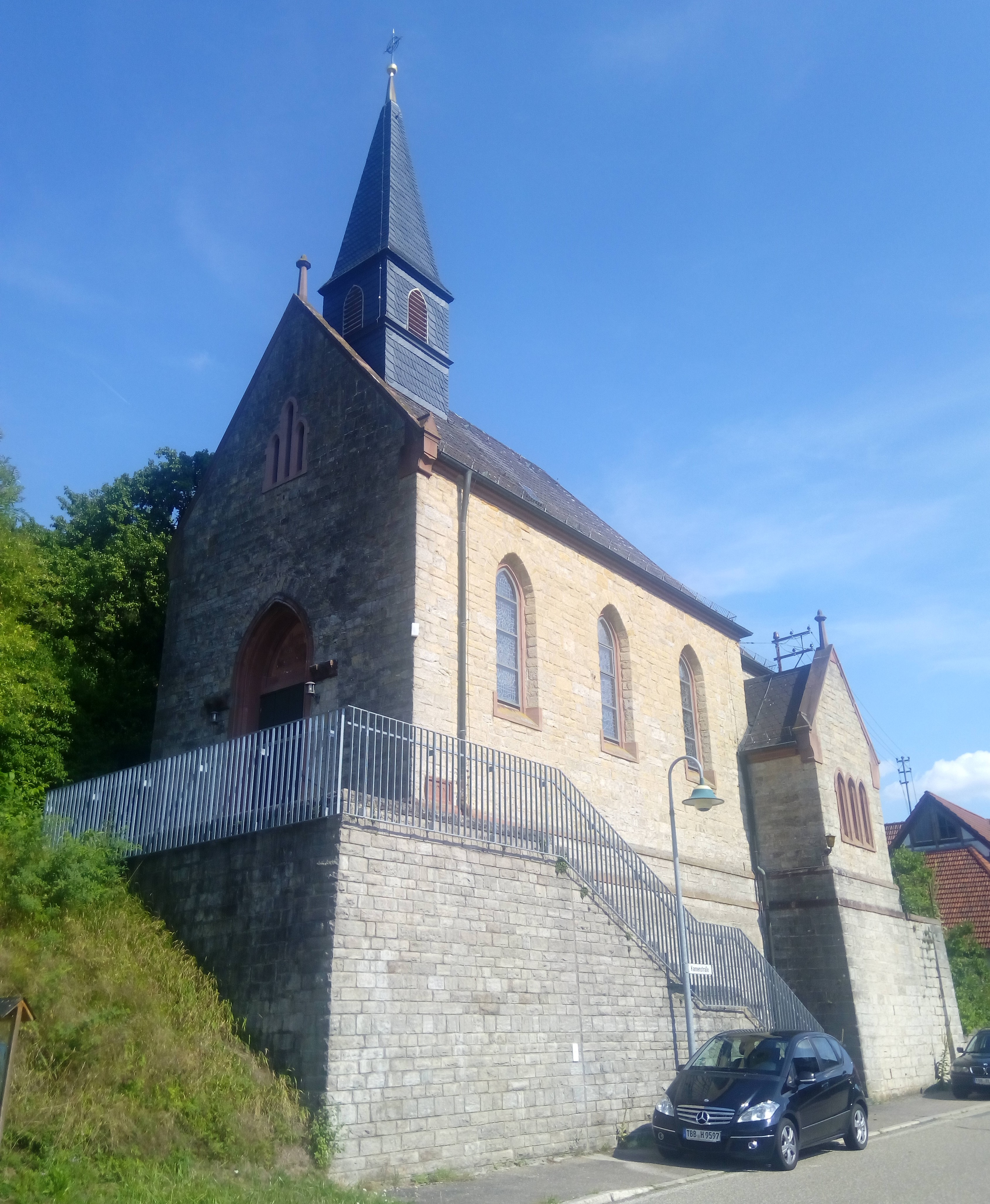
St. Wendelin in Dainbach

Die römisch-katholische Filialkapelle St. Wendelin in Dainbach, einem Stadtteil von Bad Mergentheim im Main-Tauber-Kreis, wurde am Ende des 19. Jahrhunderts errichtet und ist dem heiligen Wendelin geweiht.

## Geschichte
Die Kirche St. Wendelin wurde im Jahre 1899 errichtet.
Die Dainbacher Kirche ist eine Filialgemeinde der katholischen Kirchengemeinde Unterschüpf, eines Stadtteils von Boxberg. Da es sich bei Dainbach um den einzigen ehemals badischen Stadtteil von Bad Mergentheim handelt, gehört die Kirche zur Seelsorgeeinheit Boxberg-Ahorn, die dem Dekanat Tauberbischofsheim des Erzbistums Freiburg zugeordnet ist.

## Kirchenbau und Ausstattung
Es handelt sich um einen neugotischen Massivbau mit Dachreiter.
Die Kirche verfügt über ein zweistimmiges Geläut. Die erste Glocke stammt von der Heidelberger Glockengießerei Friedrich Wilhelm Schilling aus dem Jahr 1952 und die zweite, kleine Glocke von den Gebrüdern Bachert aus Karlsruhe aus den 1920er Jahren. In einem hölzernen Dachreiter, der mittig über dem Giebel gesetzt ist, sind die beiden Glocken in einem Stahlglockenstuhl aufgehängt.